# Anagram of Coda
「Anagram of Coda」（アナグラム・オブ・コーダ）は、日本の女性歌手、彩音の27枚目のシングル。2022年8月24日にMAGES.より発売された。

## 概要
- 前作「不規則性エントロピー」以来約1年6ヶ月ぶりとなるリリースであり、2022年に唯一リリースされたシングル。
- ジャケットにはシングル用に撮り下ろした本人のビジュアルが使用され[2]、本人がCDジャケットに登場するのは、21枚目のシングル「Headway! Buccaneers/never GIVE up」以来、8年ぶりとなる。また、本人がシングル収録曲の2曲とも作詞を担当したのは、14枚目のシングル「十字架に捧ぐ七重奏」以来、約12年ぶりのこと。
- 表題曲はパチンコ『Pひぐらしのなく頃に～彩～』に搭載されたオリジナル楽曲となり[2]、ひぐらしのなく頃にシリーズのタイアップ曲としては10作目となる。
- カップリング曲の「Fight for Victory」はPlayStation 4・PlayStation 5用ゲームソフト『超次元ゲイム ネプテューヌ Sisters vs Sisters』のオープニングテーマに起用され[2]、ネプテューヌシリーズのタイアップ曲としては5作目となる。
- 同年8月31日に発売されたデジタルEP『Songs for... MUSiC FROM MAGES. STUDIO』にスタジオライブバージョンが収録されている。

## チャート成績
2022年9月5日付のオリコン週間シングルランキングでは181位を獲得し、初動売上は107枚を記録した。

## 収録曲
| 全作詞: 彩音。 |                                  |           |            |      |
| #              | タイトル                         | 作詞      | 作曲・編曲 | 時間 |
| 1.             | 「Anagram of Coda」              | 彩音      | 佐藤厚仁   | 4:42 |
| 2.             | 「Fight for Victory」            | 彩音      | 本田正樹   | 3:47 |
| 3.             | 「Anagram of Coda」(off vocal)   | 彩音      |            | 4:42 |
| 4.             | 「Fight for Victory」(off vocal) | 彩音      |            | 3:46 |
| 合計時間:      | 合計時間:                        | 合計時間: | 16:57      |      |